# Smogovci
Smogovci je dječja humoristično-dramska TV serija koja se osvrće na život obitelji Vragec u Naselku, dijelu Peščenice, zagrebačke gradske četvrti. Prvi put se prikazivala na Radioteleviziji Zagreb, 4. travnja 1982. godine. Veliko finale serije bilo je 16. veljače 1997. godine. Serija je stvorena po istoimenu romanu Hrvoja Hitreca. 

## Radnja

### Premisa
„Smogovci” su priča o mladim članovima hrvatske obitelji Vragec koji žive u Naselku, neuređenom naselju u zagrebačkoj četvrti Peščenici. Za šestero braće život nije bio lak. Odrasli su bez očeve prisutnosti, a majka Melita je morala nekako prehraniti svoju obitelj, te je prihvatila posao u dalekoj Njemačkoj.
Obitelj Vragec, poredani po starosti, čine:
- Dragec Vragec, najstariji brat, glava obitelji.
- Pero Vragec, drugi brat po starosti, nogometaš.
- Mazalo Vragec, treći brat po starosti, slikar u nastajanju, zaljubljenik u umjetnost.
- Cobra Vragec, četvrti brat po starosti, ljubitelj kemije, fizike i biologije, sanja da će jednog dana postati Nobelovac.
- Štefek Vragec, peti brat po starosti, učenik koji nikad ništa ne uči, a uvijek sve zna.
- Buco Vragec, proždrljivac, ujedno i najmlađi brat Vragec. Poznat po višku kilograma i ljubavi prema kobasicama.

Osim doživljaja obitelji Vragec, prate se i životi njihovih prijatelja, neprijatelja, ljubavnih veza i susjeda.

### Zanimljivosti
- Dogodovštine „Smogovaca” u pet je knjiga opisao književnik Hrvoje Hitrec, koji je i autor scenarija za seriju. Na ideju da se napravi serija prema Hitrecovoj knjizi došao je 1981. godine tadašnji urednik Programa za djecu i mladež Pajo Kanižaj. Ukupno je, u razmacima od nekoliko godina, snimljeno 38 epizoda u šest sezona. Epizode od prve do 31. snimljene su između 1981. i 1991. godine, dok je zadnjih sedam, napravljenih također prema Hitrecovoj knjizi Smogovci u Domovinskom ratu, snimano do sredine devedesetih god. XX. st.
- Uvodna špica prikazuje snimku Zagreba iz zraka preko Kaptola (područje oko zagrebačke katedrale) do III. gimnazije i Naselka malo prema istoku u kvartu Peščenica. Glazba iz uvodne špice pripada slavnom vesternu Sedmorica veličanstvenih Johna Sturgesa.
- U seriji su se kao oni sami pojavili voditelj tadašnje Kviskoteke Oliver Mlakar, Branimir Štulić, pjevač Azre, redateljica Snježana Tribuson, pjevačica Josipa Lisac, trener Miroslav Ćiro Blažević, pa i sam hrvatski predsjednik Franjo Tuđman.
- Iako su u seriji glumili prijatelje Dadu i Cobru, u stvarnome životu Boris Mirković i Mario Mirković su braća. Boris se glumačkoj postavi pridružio tek u 4. sezoni s obzirom na to da se izvorni Dado, tj. Alin Kavur, preselio u Australiju.

## Pregled serije
| Sezona | Sezona                      | Epizode | Epizode | Originalno emitiranje | Originalno emitiranje | Originalno emitiranje |
| Sezona | Sezona                      | Epizode | Epizode | Premijera             | Finale                | Mreža                 |
| ------ | --------------------------- | ------- | ------- | --------------------- | --------------------- | --------------------- |
|        | Smogovci 1                  | 5       | 5       | 4. travnja 1982.      | 2. svibnja 1982.      | RTVZ 1                |
|        | Smogovci 2                  | 5       | 5       | 1984.                 | 1984.                 | RTVZ 1                |
|        | Smogovci 3                  | 6       | 6       | 21. svibnja 1987.     | 25. lipnja 1987.      | RTVZ 1                |
|        | Smogovci 4                  | 7       | 7       | 1989.                 | 1989.                 | RTVZ 1                |
|        | Smogovci 5                  | 8       | 8       | 3. rujna 1992.        | 22. listopada 1992.   | HTV 1                 |
|        | Smogovci u Domovinskom ratu | 7       | 7       | 5. siječnja 1997.     | 16. veljače 1997.     | HTV 1                 |

| Epizoda                             | Naslov epizode                    |
| ----------------------------------- | --------------------------------- |
| Smogovci 1 (1982.)                  |                                   |
| 1.                                  | Dado i Nosonja                    |
| 2.                                  | Fantom                            |
| 3.                                  | Ljubavna priča Dade i Marine      |
| 4.                                  | Maturalno putovanje               |
| 5.                                  | Kuća za rušenje                   |
| Smogovci 2 (1984.)                  |                                   |
| 6.                                  | Neki novi Vrageci                 |
| 7.                                  | Strašno je dobiti brata           |
| 8.                                  | Patnje i stradanja Dunje i Mazala |
| 9.                                  | Tko hoće stare stripove           |
| 10.                                 | Dado i Marina među vukovima       |
| Smogovci 3 (1987.)                  |                                   |
| 11.                                 | Ljeto među duhovima               |
| 12.                                 | Pero na mukama                    |
| 13.                                 | Otmica u Naselku                  |
| 14.                                 | Kvisko za Nosonju                 |
| 15.                                 | Oči male Lore                     |
| 16.                                 | Maturanti i zafrkanti             |
| Smogovci 4 (1989.)                  |                                   |
| 17.                                 | Lopovi na Manduševcu              |
| 18.                                 | Robot s mačjim mozgom             |
| 19.                                 | Fantom opet jaše                  |
| 20.                                 | Bongo i Lora u prvi razred        |
| 21.                                 | Bongo trži naftu                  |
| 22.                                 | Nosonjina koliba                  |
| 23.                                 | Robinzonijada Dunje i Mazala      |
| Smogovci 5 (1992.)                  |                                   |
| 24.                                 | Tko to tamo ruši                  |
| 25.                                 | Cobrine ledene kugle              |
| 26.                                 | Nevidljivi s mirisom malina       |
| 27.                                 | Zatvorski dani Crnog Džeka        |
| 28.                                 | Bongo vodi momčad Dinama          |
| 29.                                 | Čudovište iz svemirskih dubina    |
| 30.                                 | Sve Flekove nakaze                |
| 31.                                 | Vjenčanje Dunje i Mazala          |
| Smogovci u Domovinskom ratu (1997.) |                                   |
| 32.                                 | Vruće zagrebačko ljeto            |
| 33.                                 | Uzbunaaa!                         |
| 34.                                 | Dragovoljci                       |
| 35.                                 | Amazonka                          |
| 36.                                 | Vlasta na potezu                  |
| 37.                                 | Most na rijeci Kaj                |
| 38.                                 | Povratak                          |

## Glumačka postava

### Glavne uloge
| Glumac/ica           | Uloga                     | Trajanje                       |
| -------------------- | ------------------------- | ------------------------------ |
| Tomislav Štriga      | Dragec Vragec             | sezona 1 – 6                   |
| Damir Šaban          | Mazalo Vragec             | sezona 1 – 6                   |
| Ivica Zadro          | Pero Vragec               | sezona 1 – 6                   |
| Mario Mirković       | Cobra Vragec              | sezona 1 – 6                   |
| Željko Bilen         | Štefek Vragec             | sezona 1 – 4                   |
| Edin Breški          | Buco Vragec               | sezona 1 – 6                   |
| Slavica Knežević     | Sonja Vragec              | sezona 1 – 6                   |
| Đorđe Rapajić        | Nosonja                   | sezona 1 – 5                   |
| Ilija Ivezić         | Inspektor Petrović-Žandar | sezona 1 – 6                   |
| Omer Alin            | Dado #1                   | sezona 1 – 3                   |
| Boris Mirković       | Dado #2                   | sezona 4 – 6                   |
| Anamarija Petričević | Dunja #1                  | sezona 1 – 4                   |
| Višnja Babić         | Dunja #2                  | sezona 5 – 6                   |
| Slavko Brankov       | Crni Džek                 | sezona 1 – 6                   |
| Božidar Košćak       | Kumpić                    | sezona 3 – 6                   |
| Mira Furlan          | Mira                      | sezona 1 – 4; 5. i 6. kao gost |
| Gorana Stepanić      | Marina Travica #1         | sezona 1 – 5                   |
| Maja Ružić           | Marina Travica #2         | sezona 6                       |
| Emil Glad            | Flek Kontrec              | sezona 2 – 6                   |
| Marko Majer          | Bimbo                     | sezona 4 – 6                   |
| Edvin Dautović       | Bongo Vragec              | sezona 3 – 6                   |
| Ksenija Pajić        | Nina                      | sezona 2 – 6                   |
| Hermina Pipinić      | Melita Vragec             | sezona 1 – 6                   |
| Irena Tomasov        | Lora                      | sezona 3 – 6                   |
| Sanda Langerholz     | Ninina majka              | sezona 3 – 6                   |
| Barbara Rocco        | Vlasta                    | sezona 4 – 6                   |

### Sporedne uloge
| Glumac/ica             | Uloga                 |
| ---------------------- | --------------------- |
| Angel Palašev          | postolar Jura         |
| Edo Peročević          | Damir Travica         |
| Biserka Ipša           | gospođa Travica       |
| Otokar Levaj           | trener Slalom         |
| Mia Oremović           | Dadina učiteljica     |
| Marko Marušić          | mali džek             |
| Ivan Hetrich           | pripovjedač #1        |
| Žarko Potočnjak        | pripovjedač #2        |
| Ljudevit Grgurić       | pripovjedač #3        |
| Tomislav Rališ         | pripovjedač #4        |
| Zvonimir Zoričić       | pripovjedač #5        |
| Siniša Popović         | pripovjedač #6        |
| Nada Gačešić-Livaković | Lorina majka          |
| Duško Gruborović       | Lorin otac            |
| Boris Festini          | djed Jozo             |
| Siniša Popović         | zapovjednik postrojbe |
| Vedran Mlikota         | četnik                |
| Tarik Filipović        | Spasoje               |
| Joško Ševo             | Žika                  |
| Goran Grgić            | Jovo                  |
| Inge Apelt             | Bongova učiteljica #1 |
| Dubravka Ostojić       | Bongova učiteljica #2 |
| Vjenceslav Kapural     | Papirus               |
| Mladen Budiščak        | Cucak (glas)          |
| Vili Matula            | švercer oružja        |
| Slavica Jukić          | teta Katica           |

## Vanjske poveznice
- Uvodna špica serije
- Fan blog  Arhivirana inačica izvorne stranice od 7. veljače 2012. (Wayback Machine)